# ریزاسب
ریزاسب (نام علمی: Nannippus) نام یک سرده از تیره اسبیان است.